# アラビア海

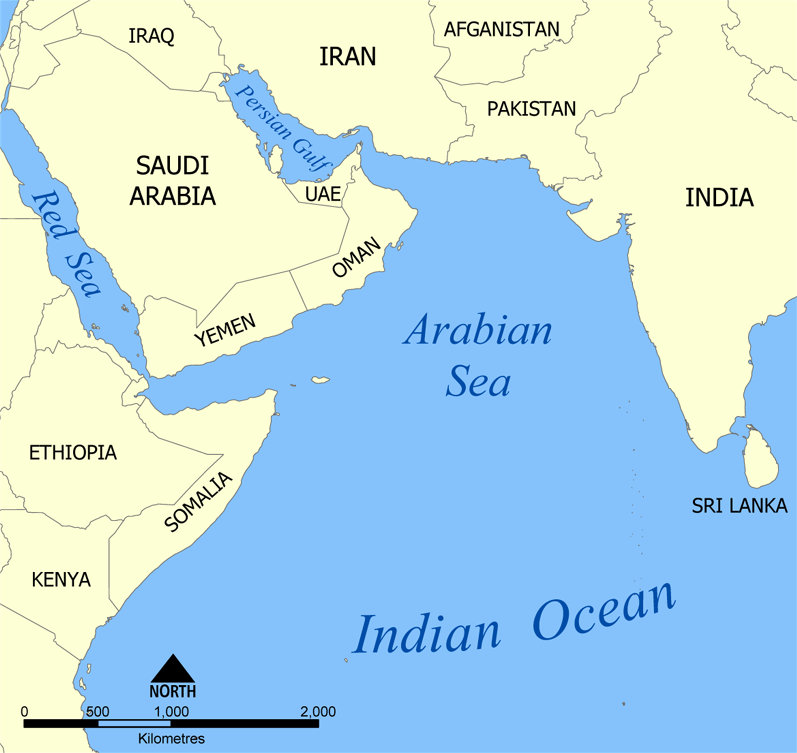
アラビア海の地図

アラビア海（アラビアかい、アラビア語:بحر العرب、ペルシャ語:دریای عرب、ウルドゥー語:بحیرہ عرب、バローチー語:دریا عرب 、シンド語:عربي سمنڊ、ヒンディー語:अरब सागर、グジャラート語:અરબી સમુદ્ર、マラーティ語:अरबी समुद्र、コンカニ語:अरब सागर、カンナダ語:ಅರಬ್ಬೀ ಸಮುದ್ರ、マラヤーラム語:അറബിക്കടൽ、タミル語:அரபிக்கடல்、シンハラ語:අරාබි මුහුද、ディベヒ語:ޢަރަބި ކަނޑު、ソマリ語:Bada Carbeed）は、インド洋の北西部、アラビア半島とインドとの間の海域。
面積約3,862,000 km2、平均水深2,734 m、最大水深4,652 m、最大幅約2,400 kmである。インダス川が最大の流入河川。北側にオマーン湾があり、ホルムズ海峡を通じてペルシャ湾に繋がっている。西側にはアデン湾があり、紅海に通じる。アラビア海に面する国はインド、パキスタン、オマーン、イエメン、ソマリア、モルディブである。代表的な島にソコトラ島（イエメン）、クリアムリア諸島（オマーン）、マシーラ島（オマーン）、ラクシャドウィープ（インド）がある。
古代ローマではエリュトゥラー海と呼ばれた。紀元前数世紀から大航海時代にかけて重要な交易ルートであった。現在も中東の原油を運ぶタンカーや欧州との間の船舶が頻繁に往来し、ソマリア海賊を取り締まる海域でもある。

## 範囲
国際水路機関は、アラビア海の境界を以下のように定めている。
- 西：アデン湾の東側境界。すなわち、グアルダフィ岬を通る経線 (51°16'E)。
- 北：アラビア半島東端のRàs al Hadd (22°32'N) とパキスタン沿岸のRàs Jiyùni (61°43'E) を結ぶ線。
- 南：アッドゥ環礁南端からハーフーン岬（英語版） (アフリカ、10°26'N) 東端に至る線。
- 東：ラッカディブ海の西側境界。すなわち、インド西岸のSadashivgad (14°48′N 74°07′E) からCora Divh (13°42′N 72°10′E) を経てラクシャドウィープとモルディブ諸島の西側を通りアッドゥ環礁南端に至る線。

## 別名
アラビア海は、エリトュラー海、オマーン海、ペルシャ海など、地理学者や旅行者によって異なる名前で呼ばれてきた。アラブの地理学者、船員、遊牧民は、この海をアクザール（緑）海、バーレファール（ペルシャ）海、ヒンズー教の海、マクラン海、オマーンの海など、さまざまな名前で呼んでいた  Erythraean , Persian Sea in para No 34-35 of the Voyage
。  インドの伝承では、ダルヤ、シンドゥサガル、アラブサムドラと呼ばれていた。 Zakariya al-Qazwini, Al-Masudi, Ibn Hawqal and (Hafiz-i Abru）は、次のように記している。「緑の海とインドの海とペルシャの海はすべて一つの海であり、この海には奇妙な生き物がいる。」 イランとトルコでは、人々はそれをオマーン海と呼んでいる。エリュトゥラー海のペリプラスやいくつかの古代の地図では、エリュトゥラー海はアラビア海を含むインド洋北西部の全域を指す。

## ギャラリー

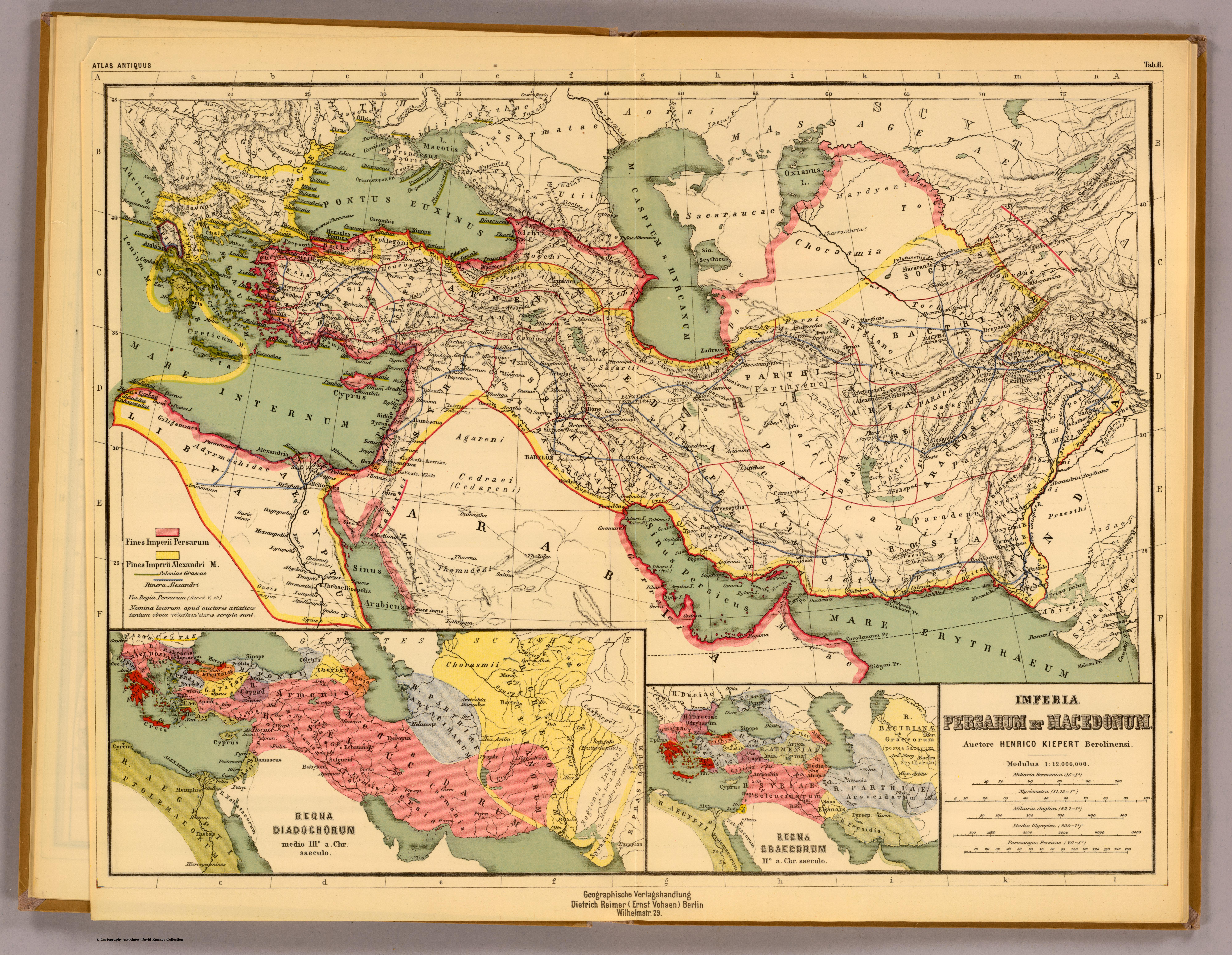
ペルシア帝国を描いた1903年の地図。アラビア海の位置には"MARE ERYTHRAEUM"（エリュトゥラー海）と記されている。
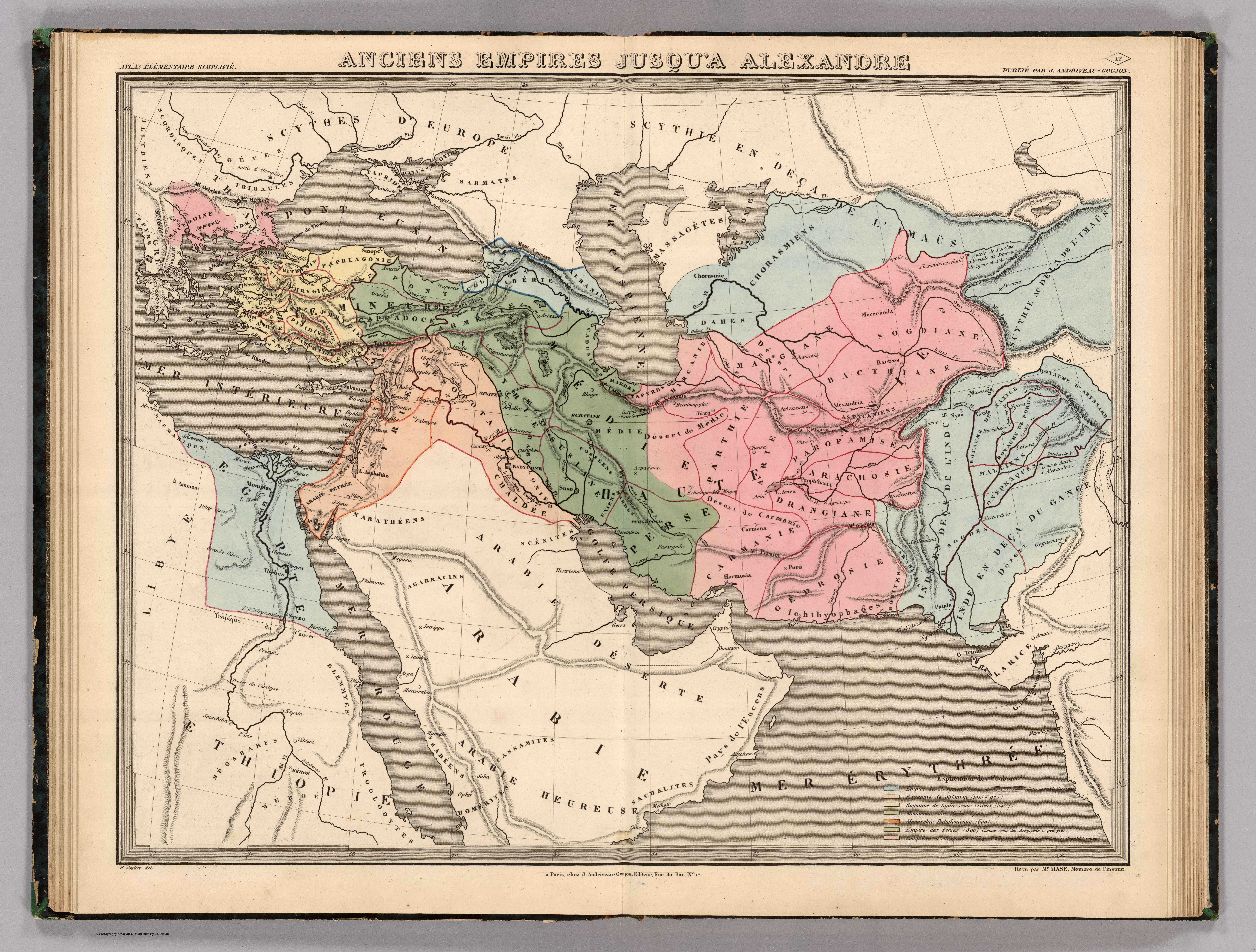
マケドニア王国を描いた1838年の地図。アラビア海の位置には"MER ERYTHREE"（エリュトゥラー海）と記されている。
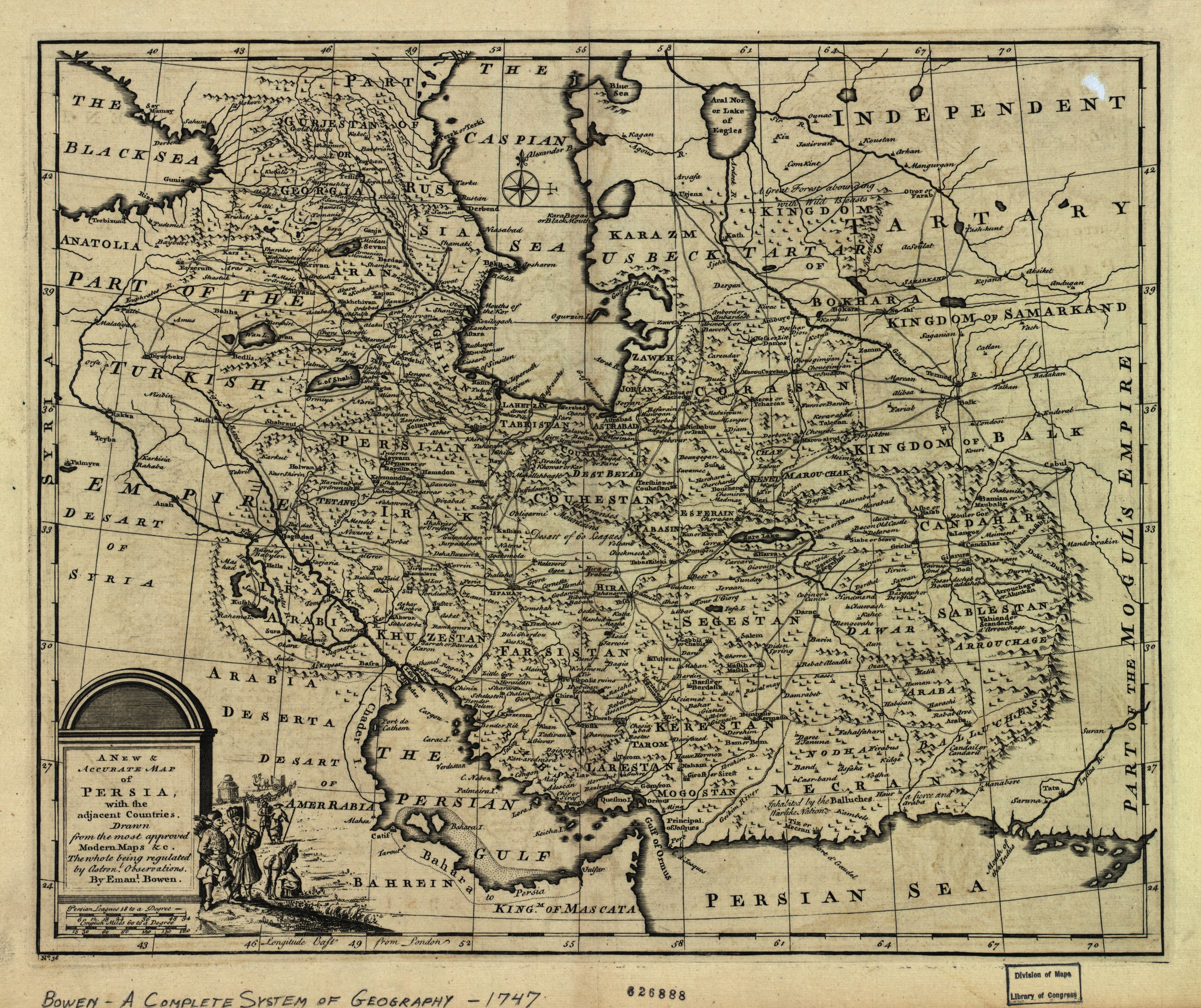
ペルシア帝国を描いた1747年の地図。アラビア海の位置には"PERSIAN SEA"（ペルシア海）と記されている。
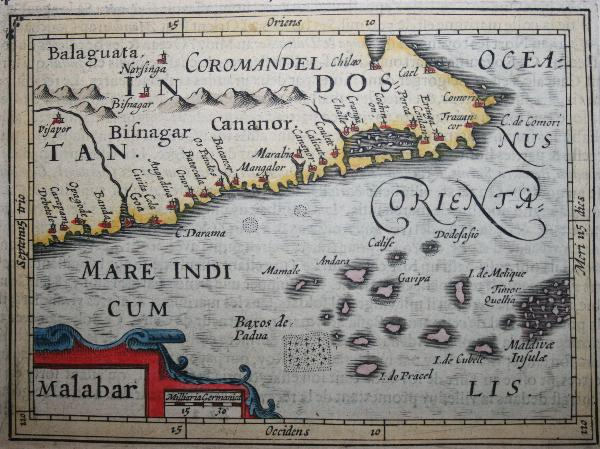
マラバール海岸 1630
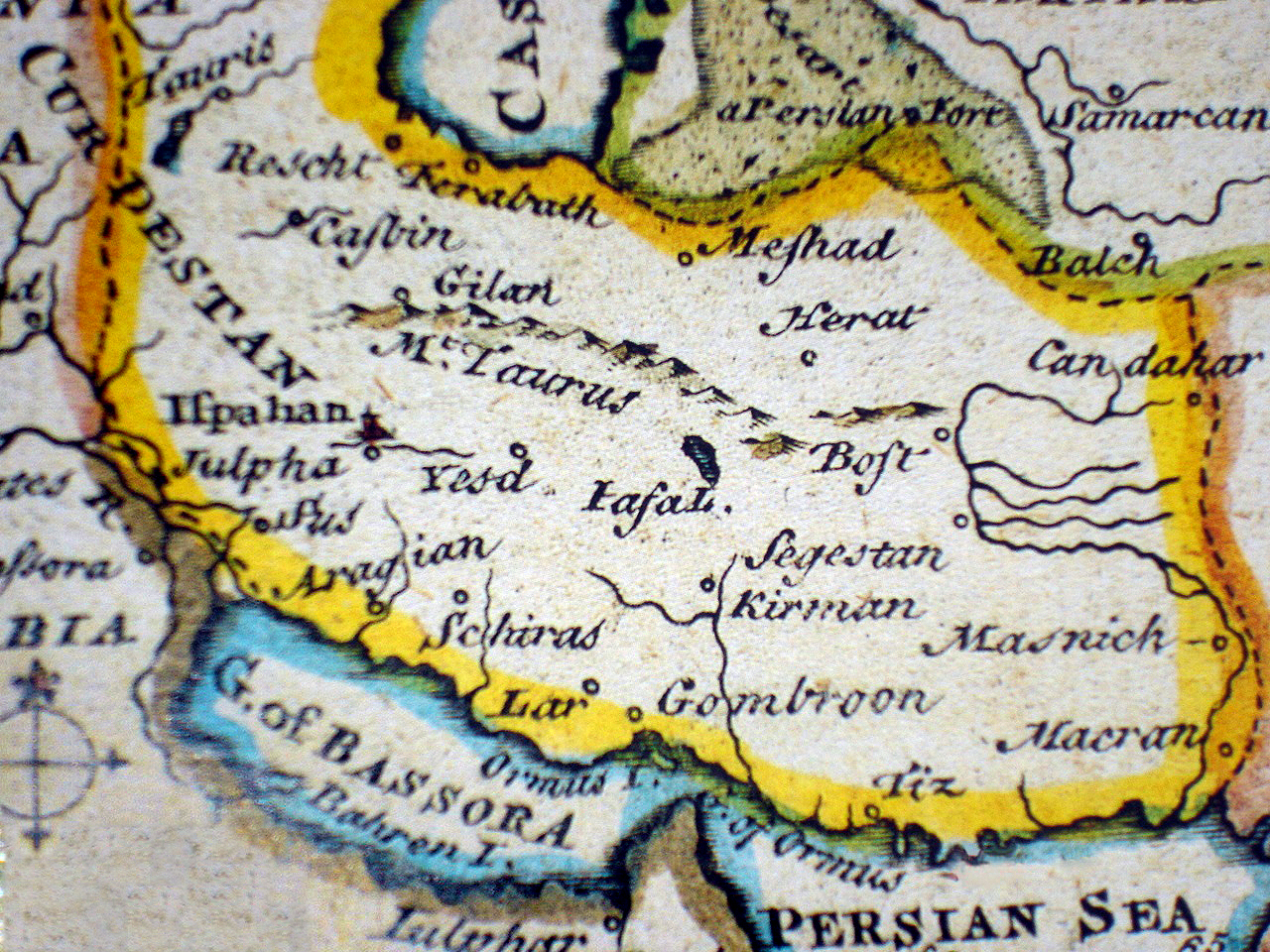
ペルシア海
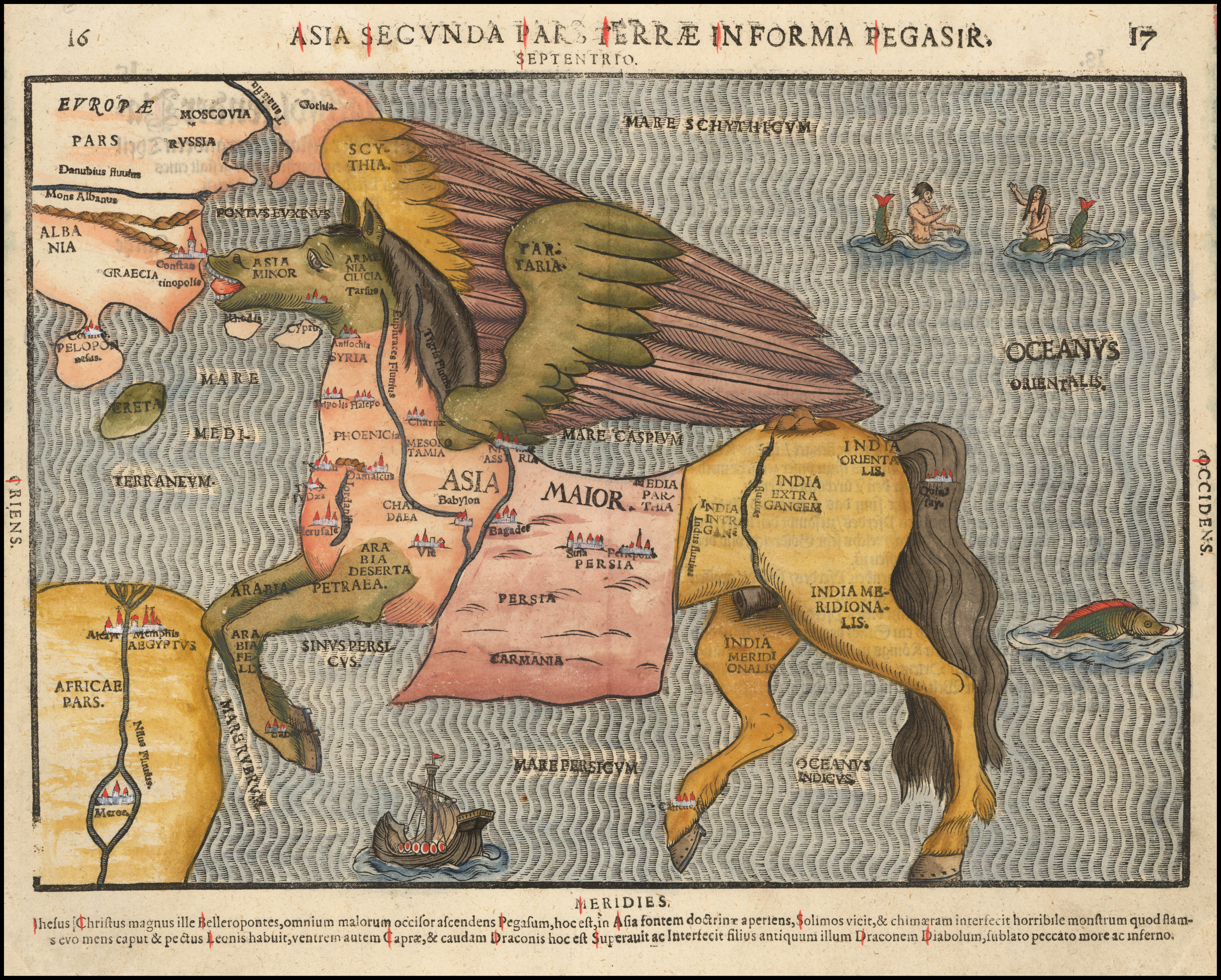
アジア Sinus Persicus and the Mare Persicum
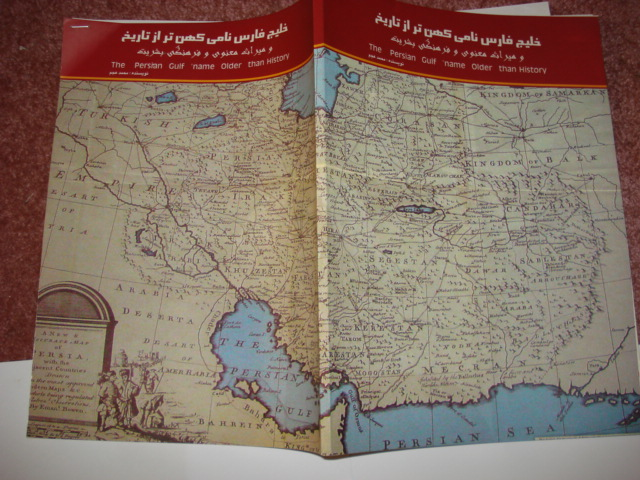
ペルシア帝国を描いた1747年の地図。アラビア海の位置には"PERSIAN SEA"（ペルシア海）、マクランと記されている
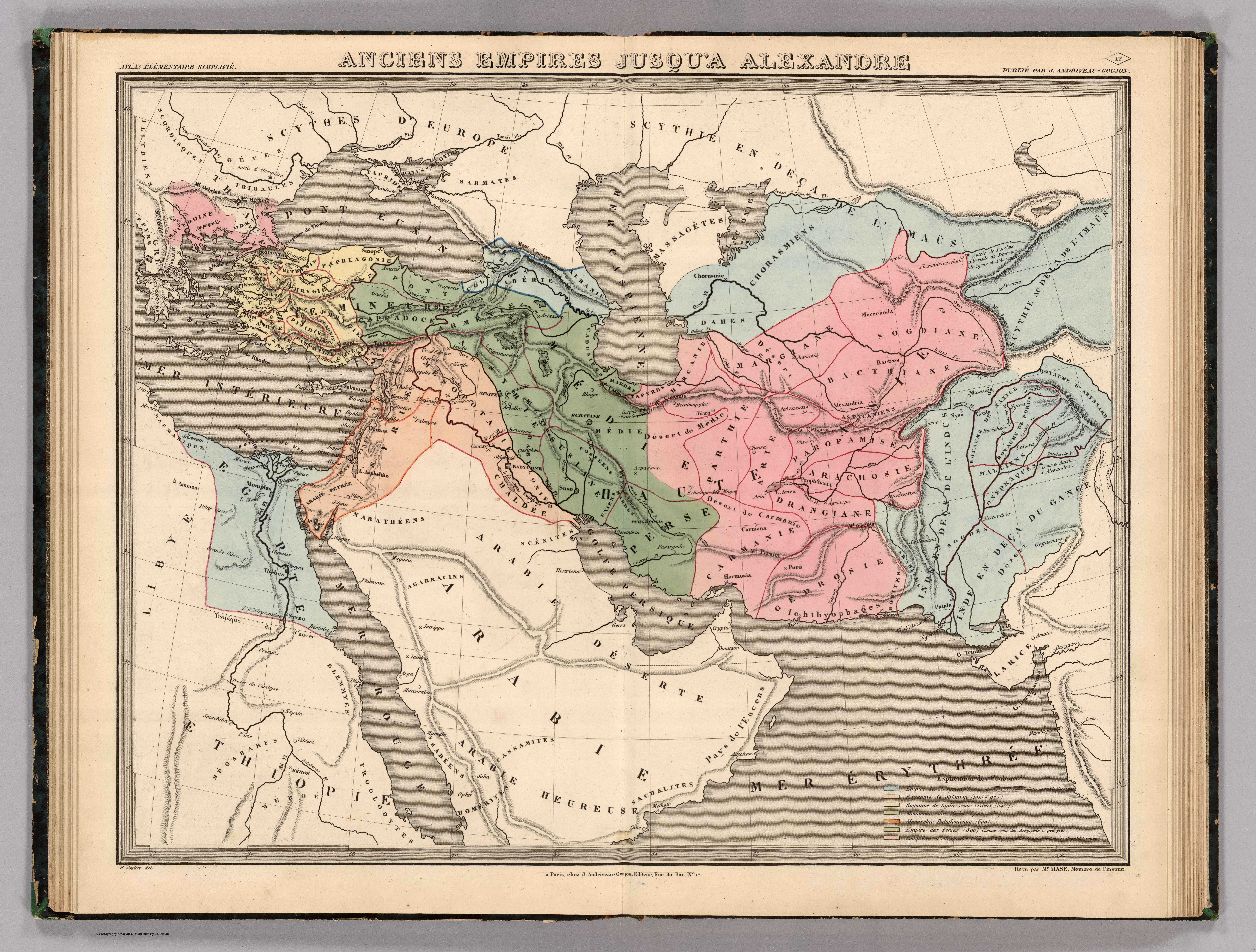
エリュトゥラー海 1838
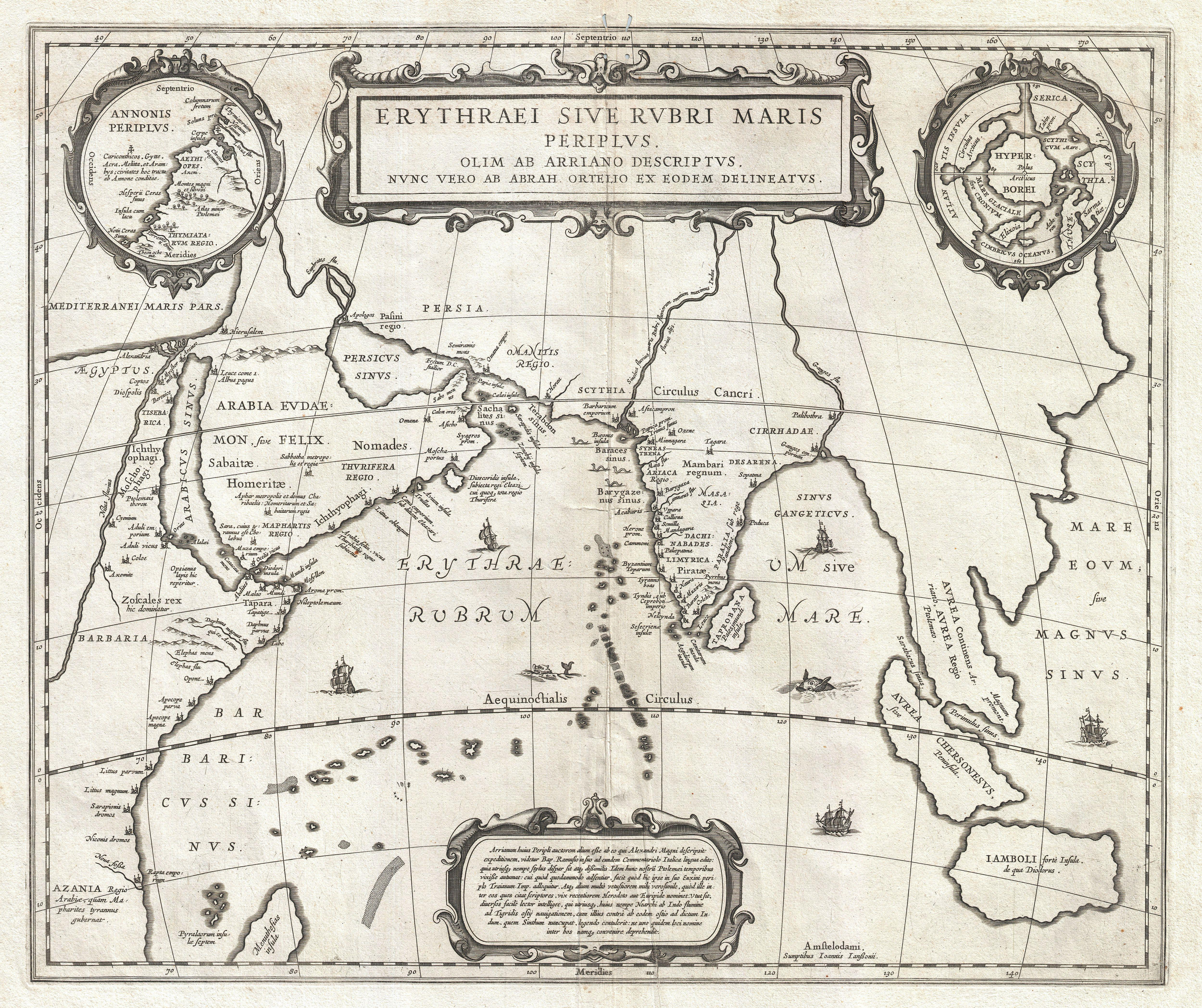
1658  (エリュトゥラー海)
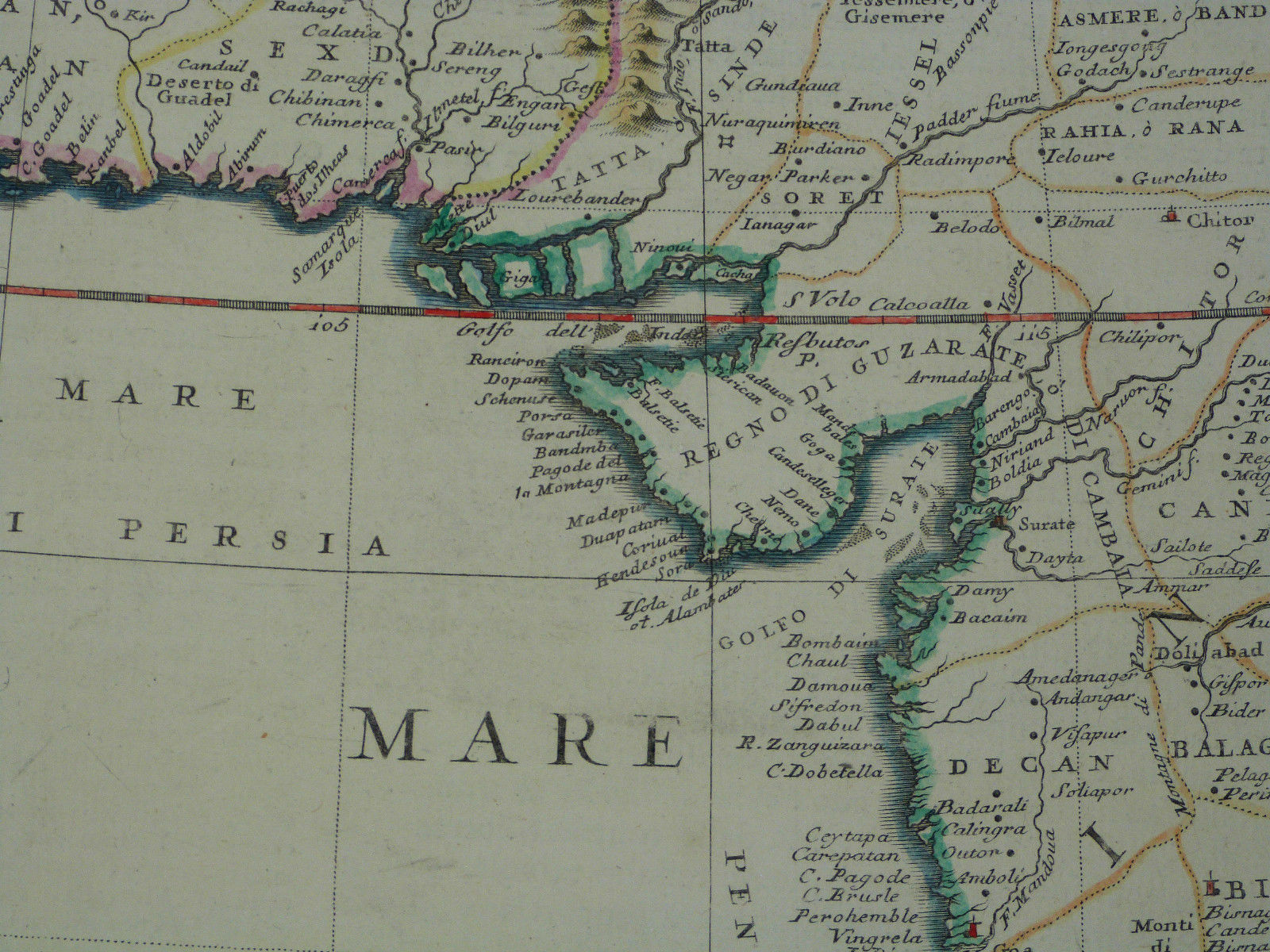
インド洋　1693.
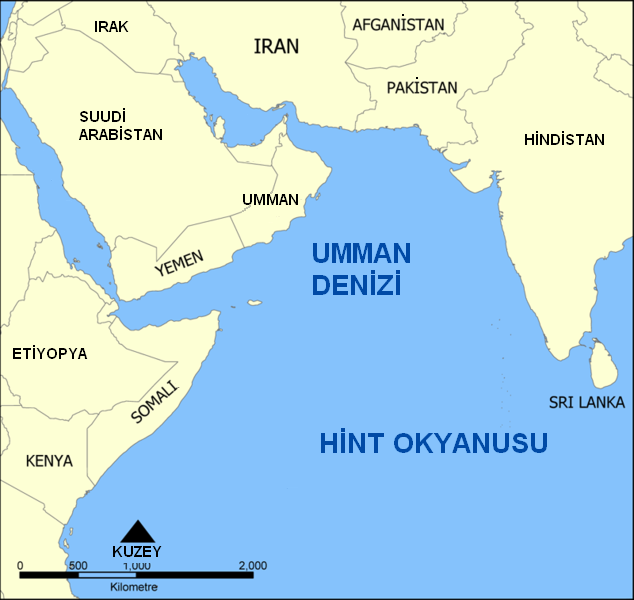
Umman Denizi
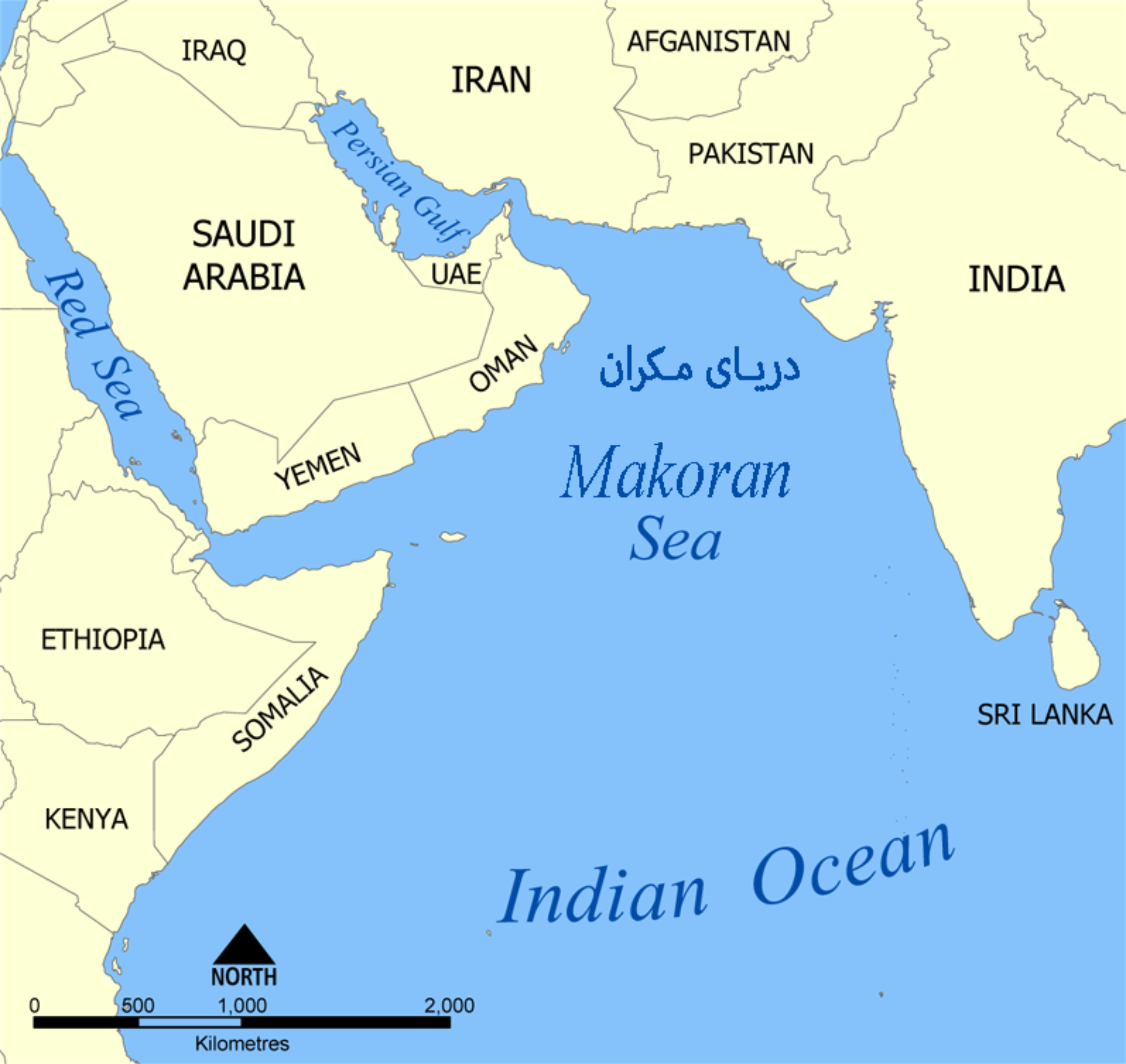
マコラン海
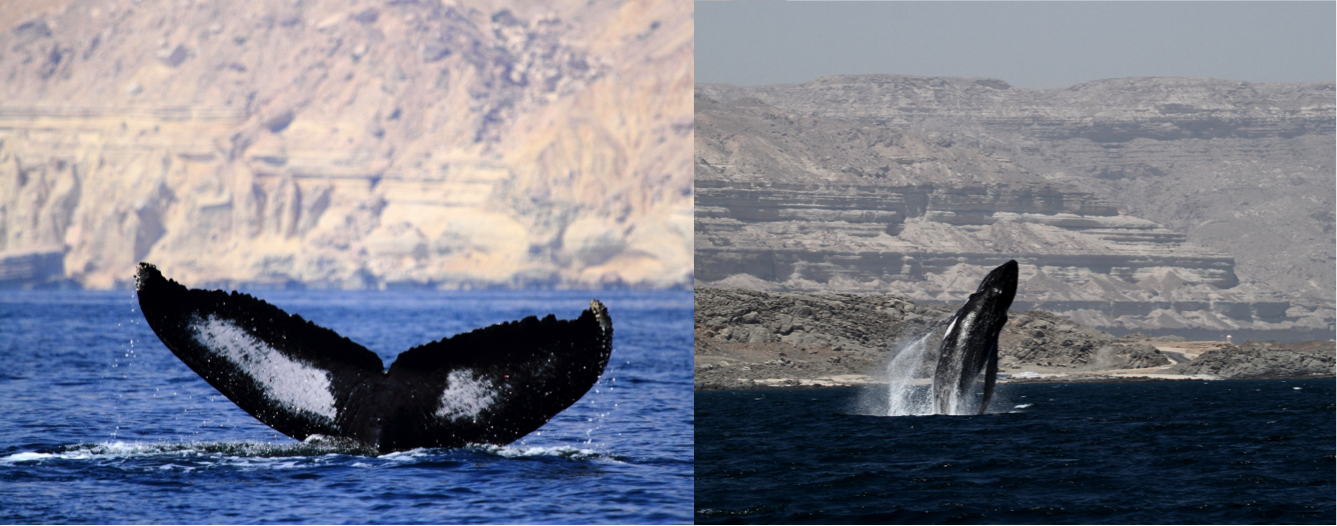
絶滅危惧種のアラビア海のザトウクジラ（世界で最も孤立した明確なクジラの個体群とされる[10]）。オマーンのドファール沖。